# 国民宿舎サンロード吉備路
国民宿舎サンロード吉備路（こくみんしゅくしゃサンロードきびじ、英称：Sun Road KIBIJI）は、岡山県総社市にある市立の公共の宿泊施設。指定管理者制度の導入により、株式会社シャンテと下電観光バス株式会社の共同企業体が管理・運営を行っている。

## 概要
- 2003年7月に営業開始。株式会社休暇村サービスが指定管理者として運営
- 総社市の東部、吉備路や備中国分寺にほど近い、田園と住宅地に囲まれた閑静な地にある。
- 国道429号沿いで、高速道路のインターチェンジにも近く、交通の便は良い。
- 社団法人「国民宿舎協会」発表の「平成18年度宿泊利用率ランキング」で、全国第2位にランクインした。これで4年連続の第2位である（第1位は茨城県日立市の「国民宿舎鵜の岬」で、18年連続の第1位である）。
- 2007年11月16日に、宿泊者総数が15万人を達成した。
- 2024年4月1日　指定管理者が現在の管理者に交代

## 施設
- 宿泊客室
- 大浴場「吉備路温泉」
- 宴会場
- レストラン
- ベーカリーカフェ
- カラオケルーム
- コンベンションホール

大浴場、ベーカリーカフェ等は宿泊客以外も利用可能。

## アクセス
- 岡山自動車道の岡山総社インターチェンジから車で7分。
- 山陽自動車道の倉敷インターチェンジから車で10分。
- JR伯備線の清音駅か総社駅、桃太郎線（吉備線）の東総社駅よりタクシー。